# Панайот Станков
Панайот Тодоров Станков е български дипломат и юрист.

## Биография
Роден е през 1896 г. във Велико Търново. Завършва Софийската търговска гимназия. През 1926 г. се дипломира с докторат по финансови и държавни науки във Виенския университет. Докато следва е секретар на българската легация във Виена. От 1927 до 1931 г. е секретар по печата в легацията на България в Прага, където завършва Висша кооперативна школа. След завръщането си в България е адвокат във Видин. От 1935 г. е секретар на Българския търговски съюз. Сътрудничи на вестниците „Знаме“, „Мир“, „Слово“, „Зора“, в които пише по стопански и финансови въпроси. Избран е за народен представител в XXIV и XXV обикновено народно събрание от Видин. Не подписва декларация за лоялност към правителственото мнозинство и се ползва със самостоятелност в Парламента. Не подкрепя Закона за защита на нацията и подписва писмото на Димитър Пешев.
Панайот Станков е осъден от „Народния съд“ на 15 години строг тъмничен затвор, конфискация на имуществото, глоба от 3 милиона лева и лишаване от права. След излизането от затвора той и цялото му семейство са заклеймени като реакционери и врагове на народната власт.